# Benjamín Valenzuela
Benjamín Valenzuela Beltrán (Sinaloa de Leyva, Sinaloa; 2 de junio de 1933 - Los Mochis, Sinaloa; 24 de octubre de 2018) fue un beisbolista profesional mexicano, tercera base que apareció en diez partidos de las Grandes Ligas con los St. Louis Cardinals durante la temporada de 1958 . Apodado "Papelero" en su México natal, lanzaba y bateaba con la mano derecha, medía 1,78 m (5 pies y 10 pulgadas) de estatura y pesaba 79 kg (175 libras). Valenzuela jugó 20 años en el béisbol profesional (1952-1971), y la última década la pasó exclusivamente en la Liga Mexicana, Doble A y en las ligas menores mexicanas. 

## Primeros años
Desde chico residió en Los Mochis. Valenzuela debe su apodo, "Papelero", porque de niño trabajaba como repartidor de periódicos; Fue acólito en su parroquia. Tenía admiración por Luis Montes de Oca “El molinero” y por eso se hizo antesalista (tercera base). También se contrató en 1949 como ayudante del equipo (bat boy) con los Cañeros de Los Mochis antes de convertirse en beisbolista profesional.  

## Liga Mexicana del Pacífico
Jugó con los Cañeros de los Mochis e hizo su debut siendo ayudante, ya que "Charrascas" Ramírez, cometió error al atrapar un elevado en el jardín derecho, y Sid Cohen quien era el manejador lo envió a cubrir ésa posición. Así se hizo profesional y dejó de ser el ayudante del equipo. Después jugó con los Yaquis de Cd. Obregón, donde el “Papelero” conquistó tres cetros de bateo (1954-55, 1956-57 y 1957-58). Fue el primer jugador mexicano en vestir la casaca de Yaquis y jugar en el beisbol de las Grandes Ligas (Cardenales de San Luis). Luego estuvo con los Tomateros de Culiacán.

## En Estados Unidos
Sid Cohen quien lo conoció en los Mochis, lo promovió al Beisbol de Estados Unidos donde comenzó inicio su carrera profesional en ése país con los Bisbee-Douglas Copper Kings , un equipo no afiliado de la Clase C de la Liga Arizona-Texas , luego fue reclutado por la organización Cardinal de San Luis en 1955. Después de batear .314 y .286 en temporadas consecutivas con la Doble A, Houston Buffaloes en 1956–57, recibió audiciones al principio y al final de la temporada con los Cardenales de San Luis en 1958 , y pasó la mayor parte de ese año con Triple A Omaha. 
Fue el décimo jugador mexicano en debutar en Grandes Ligas con el uniforme de los Cardenales de San Luis el 27 de abril de 1958. Él conectó un sencillo en su primer turno al bate de la MLB ante Johnny Podres de los Dodgers de Los Ángeles el 27 de abril,  pero en general recolectó solo tres hits en 14 turnos al bate con una base por bolas durante su única campaña en las Grandes Ligas.
Al cierre de la temporada de 1958, Valenzuela fue canjeado a los Gigantes de San Francisco en una transacción de cinco jugadores que anotó al lanzador diestro de los Cardenales, Ernie Broglio.

## Liga Mexicana de Béisbol
Sultanes de Monterrey en 1954. Con los Rojos del Águila de Veracruz (1962-63) y Petroleros de Poza Rica (1964 – 66) y los Charros de Jalisco.

## Liga Veracruzana
Se retiró como jugador, en esta liga, por una lesión en la columna.

## Manejador
En 1968 Valenzuela fue llamado a ser entrenador de los Cañeros bajo el mando de José Luis “Chito” García. Tras una reunión de emergencia los directivos, acordaron nombrar a Valenzuela como mánager y poniendo al cubano Américo Pérez como su brazo derecho. En ese tormentoso inicio de temporada nadie imaginaría que Los Mochis conseguirían su primer título en la pelota invernal. Con los Mochis ganó el campeonato en 1968 y 1969 y el subcampeonato en 1970. Fue el 7 de enero de 1969 cuando Los Mochis vencieron 6 por 3 a Hermosillo y explotaban las emociones en la joven ciudad cañera gracias a un equipo con hambre de triunfo que supo sacar lo mejor de sí gracias a la magia de Benjamín “Papelero” Valenzuela.
Estuvo después como mánager (entrenador en jefe) de los Alijadores de Tampico en la Liga Mexicana, ganando un título en 1975, a los Cafeteros de Córdoba Veracruz. 
En la Liga Tabasqueña gel campeonato para el Club de Agua Dulce Veracruz. 
En la Liga central conquistó el gallardete para el equipo de Aguascalientes.

## Honores
Fue incluido en el Salón de la Fama del Béisbol Profesional Mexicano en 1986. Es considerado uno de los mejores antesalistas mexicanos de toda la historia junto a Vinicio Castilla y Aurelio Rodríguez.
En el 2007 el Club de los Cañeros de los Mochis lo distinguieron como personalidad en el 45 aniversario de la organización. En 2012 se le nombró “Mejor Mánager de los primeros 50 Años de Cañeros”. El 10 de octubre de 2016 se retiró el número 14 que utilizó en la mayor parte de su carrera, número que desde entonces luce en la barda del Estadio “Emilio Ibarra Almada”, reconociéndolo como inmortal de la organización de los Cañeros de Los Mochis.
Ingresó el 26 de octubre de 2014 al nicho de los inmortales del Recinto Histórico de Yaquis de Cd. Obregón. 
El estadio de beisbol en Sinaloa de Leyva lleva el nombre de “Benjamín ‘Papelero’ Valenzuela” justo al pie del cerro de “El Monge”, el cual ha sido la casa del Club "Ganaderos de Sinaloa de Leyva" que fueron campeones de la *Liga de Beisbol de Primera Fuerza “Arturo Peimbert Camacho”, en el año 2020.

## Vida privada
Se casó con Yolanda Gámez y procrearon a 8 hijos. Benjamin de Jesus, Rosa Yolanda, Martin Emilio, Aurelia Trinidad, Claudia Esmeralda, Jose, Perla Guadalupe y Rubi Vanessa,  Valenzuela falleció a los 85 años en su ciudad natal.  